# St. Walburga (Winkel)

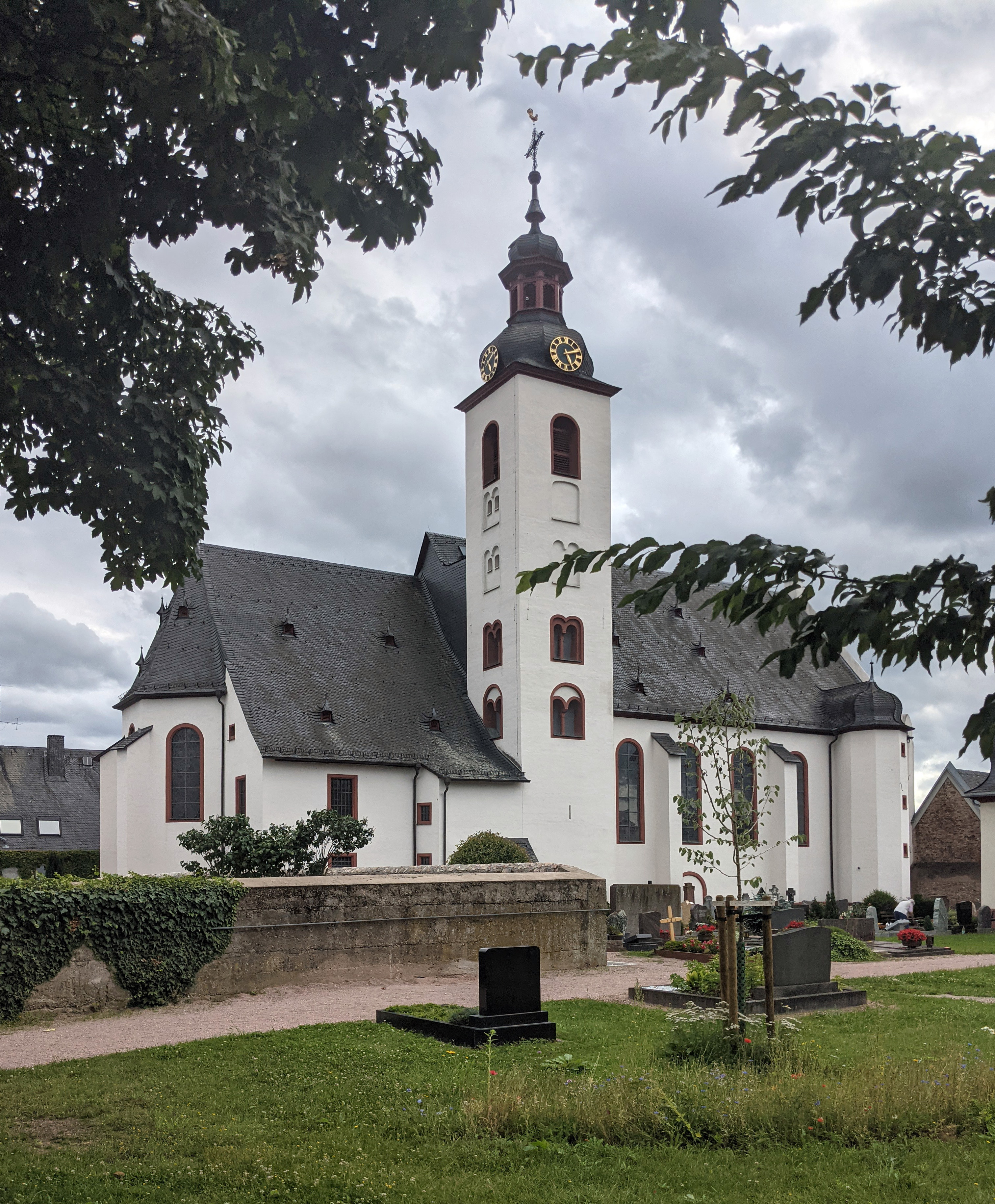
St. Walburga (Winkel)

Die römisch-katholische, denkmalgeschützte Kirche St. Walburga steht im Stadtteil Winkel der Stadt Oestrich-Winkel im Rheingau-Taunus-Kreis in Hessen. St. Walburga ist heute eine Filialkirche der Pfarrei St. Peter und Paul Rheingau, einer Pfarrei neuen Typs. Seit 2015 ist St. Peter und Paul in Eltville auch Pfarrkirche von Winkel. Kirchenpatronin ist die Hl. Walburga.

## Beschreibung
Von einer romanischen Kirche des 12. Jahrhunderts ist ein Kirchturm an der Nordostecke des Kirchenschiffs erhalten, der um 1717 erhöht und mit einer Welschen Haube versehen wurde. Das im Kern spätgotische Kirchenschiff mit einem eingezogenen Chor mit 3/8-Schluss ist durch einen Umbau 1675–81 geprägt. Vom spätgotischen Bau sind die Südwand des Kirchenschiffs mit den beiden Treppentürmen und das Portal im Westen erhalten. Beim Umbau ab 1675 wurde ein größerer Chor errichtet. Danach wurde das Kirchenschiff nach Norden und Westen erweitert und der polygonale Treppenturm an der Nordwestecke angefügt. Vor dem Portal im Westen wurde ein ebenerdiger Durchgang angelegt. Unter dem Chor befindet sich mit Zugang von der Südseite die Gruft derer von Greiffenclau. Der Chor ist mit einem Gewölbe überspannt, das Kirchenschiff mit einer Kassettendecke.

## Innenausstattung
Zur Kirchenausstattung gehören vier um 1680 entstandene Altäre, der Hochaltar mit der Darstellung der Kreuzigung Christi und einem Relief der Hl. Walburga im Strahlenkranz im Altarauszug. Weitere Seitenaltären sind Maria bzw. dem Erzengel Michael geweiht. Der Nikolausaltar mit einer barocken Pietà ist im Auszug mit drei Tondi mit Legenden aus dem Leben des Hl. Nikolaus von Myra ausgestattet.
Erhalten ist das barocke Chorgestühl. Der Schalldeckel der barocken Kanzel, die mit gedrehten Säulen dekoriert ist, ist mit einer Skulptur des auferstanden Christus bekrönt.
Die heutige Orgel stammt aus dem Jahr 1833. Sie wurde 1896 und 1948 überholt.

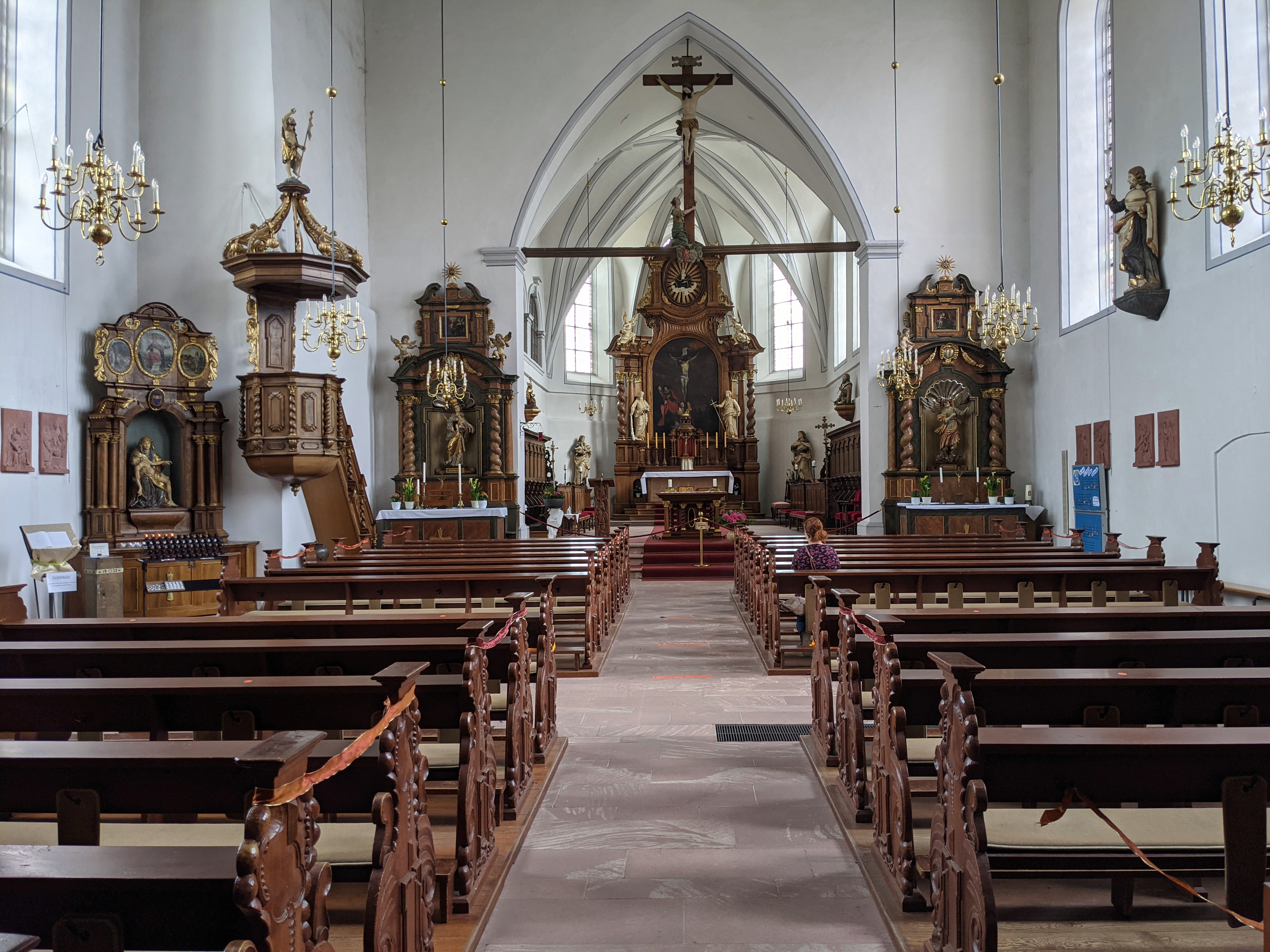
Blick in den Chorraum
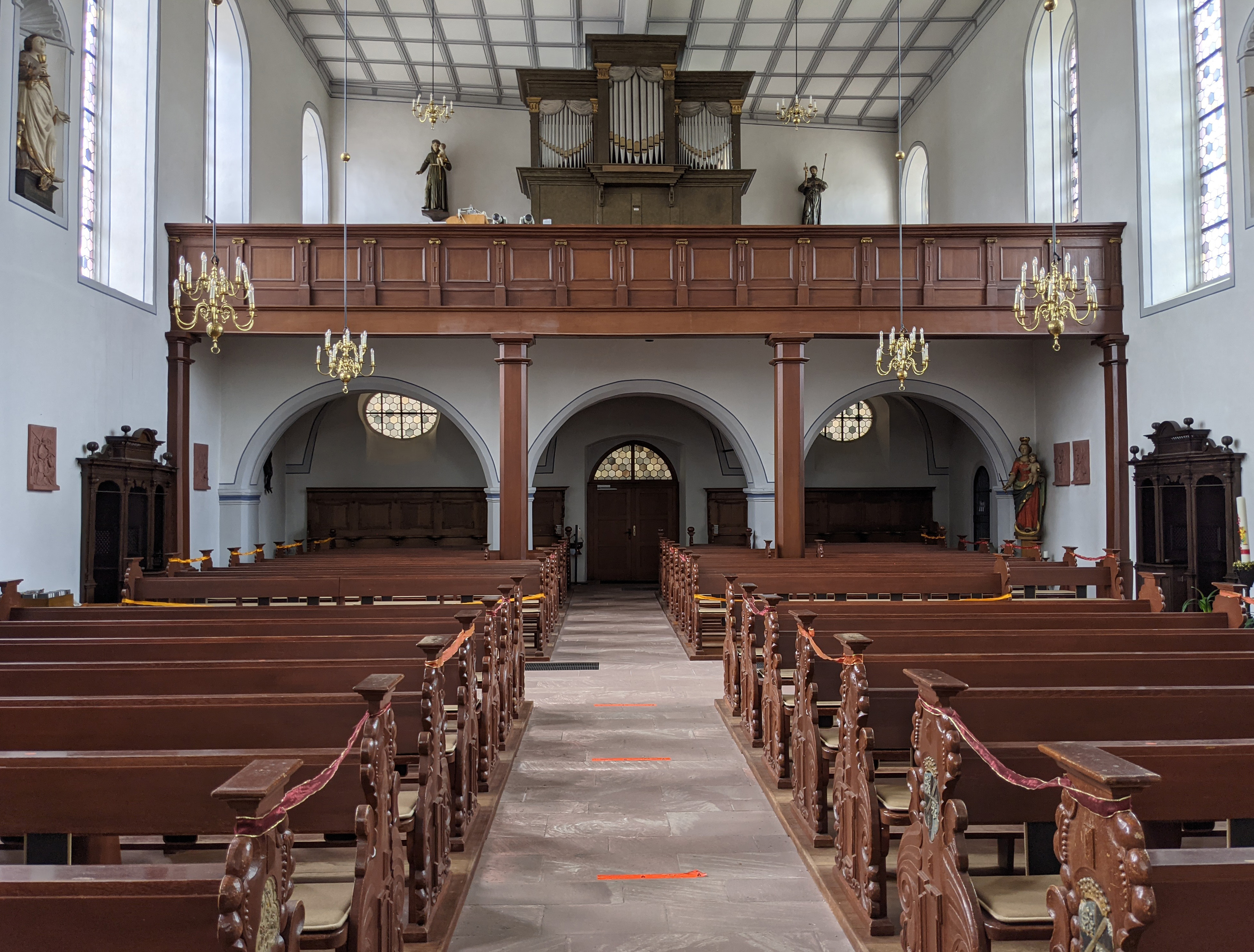
Orgelempore mit Vogt Orgel
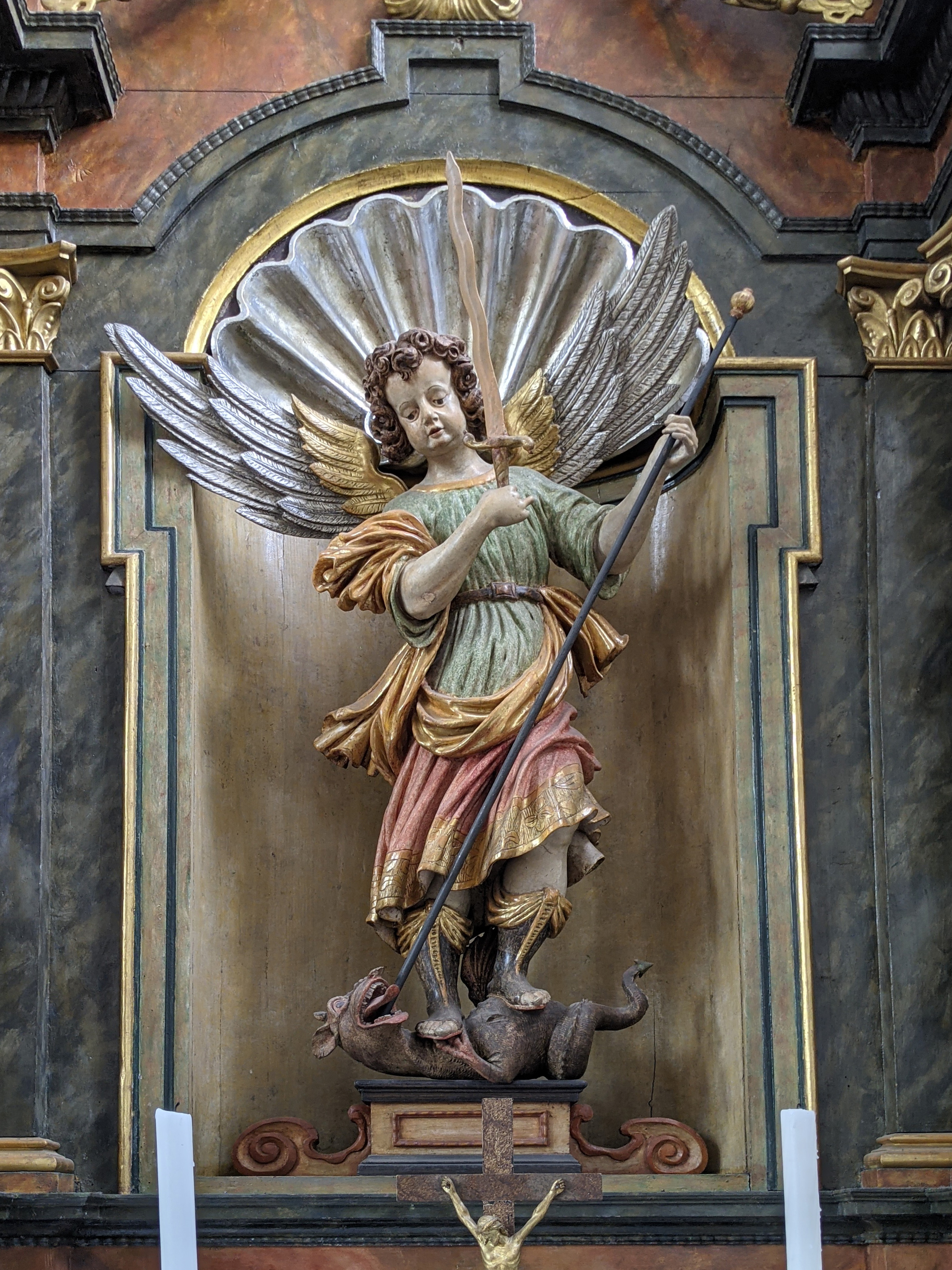
Seitenaltar rechts Erzengel Michael
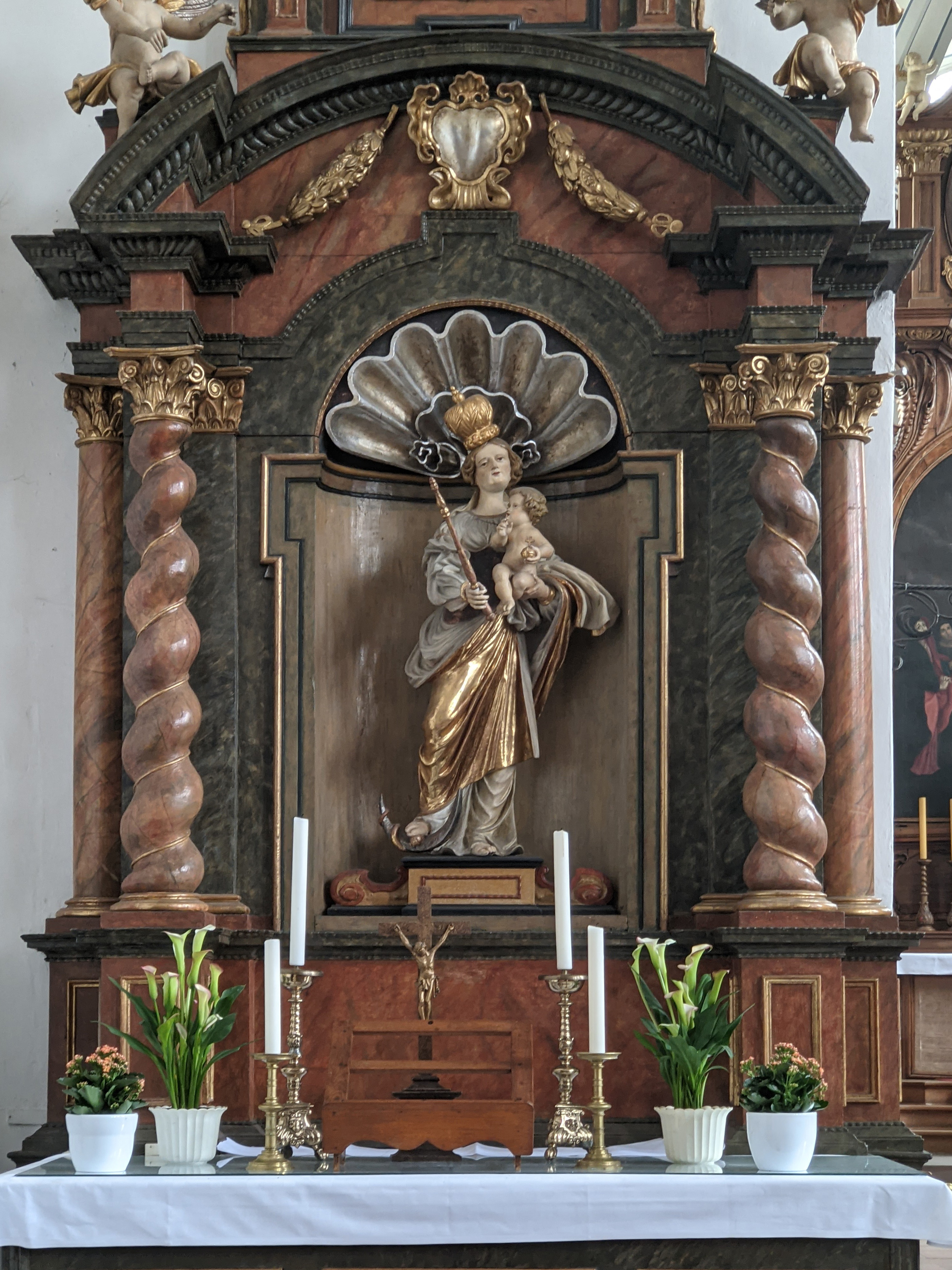
Seitenaltar links Gottesmutter Maria
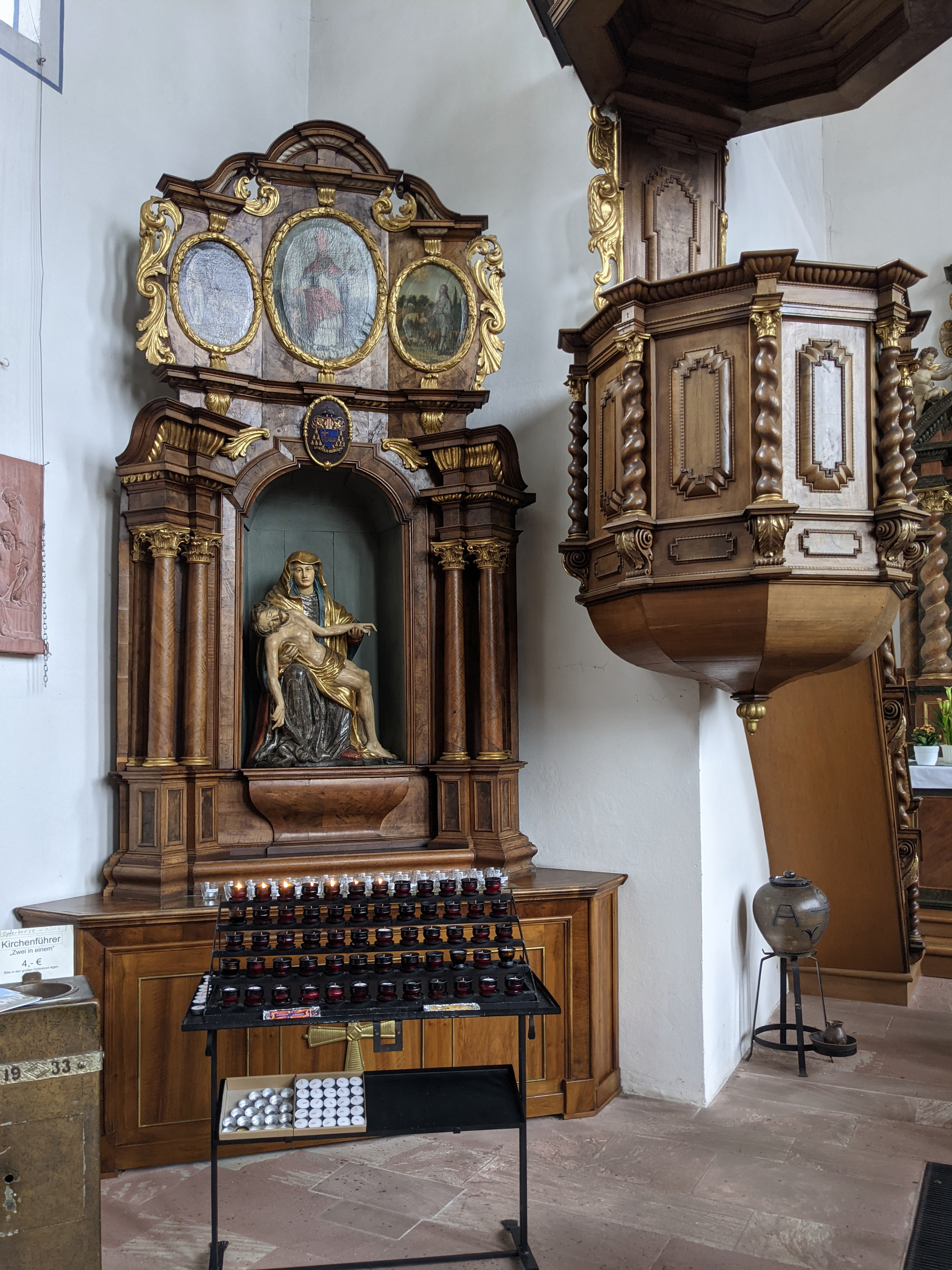
Pieta und Kanzel

## Glocken
St. Walburga besaß vor den beiden Weltkriegen vier Glocken (d′ f′ g′ a′) die 1897 von Karl Hamm / Frankenthal aus den damals vorhandenen Glocken von 1382, 1484, 1866 und 1893 neu gegossen worden waren.
Geläutedisposition: des′+4 – f′+2 – as′+6 – b′+4
| Nr. | Name     | Gussmetall    | Masse (kg) | Ø (mm) | Schlagton (16tel) | Abklingdauer (Sec.) | Klangverlauf | Gussjahr | Gießerei | Inschrift |
| 1   | Maria    | Glockenbronze | ca. 1700   | 1431   | des1+4            | 110                 | ruhig        | 1948     | Rincker  | ICH HABE VIEL VERTRAUEN ZU UNSRER LIEBEN FRAU, ALL TAG UND ALLE STUND, SO GEH ICH NICHT ZU GRUND. - DES KRIEGES HAMMER ZERSCHLUG MICH, DES VOLKES JAMMER ERSCHUF MICH, GEGOSSEN 1921 u. 1948 v. GEBR: RINCKER IN SINN 5709.         |
| 2   | Walburga | Glockenbronze | ca. 850    | 1145   | f1+2              | 73                  | ruhig        | 1947     | Rincker  | LIEBEVOLL ST. WALBURGA SPRICHT, TREUS WINKEL ZAGE NICHT HAB IN (....) FÜR DICH BEREIT TROST UND FRIEDEN ALLEZEIT. - WAS BLUT UND EISEN HINGERAFFT: WARD HEISS ERSEHNT UND NEU GESCHAFT. GEGOSSEN VON GEBR. RINCKER IN SINN 5711.    |
| 3   | Rhabanus | Glockenbronze | ca. 500    | 959    | as1+6             | 52                  | ruhig        | 1947     | Rincker  | RHABANUS LEHRE UNS, NOT UND ELEND, MEHRE UNS, BLEIB UNS GUT, BRING UNS MUT, FÜHR ZU GOTT UND CHRISTI BLUT. GEGOSSEN 1947 GEBR. RINCKER IN SINN 5711. + VERBLUTETER MENSCHEN GEDÄCHTNIS, SEI WINKELS FROMMES VERÄCHTNIS 1921 - 1941. |
| 4   | Johannes | Glockenbronze | ca. 350    | 850    | b1+4              | 48                  | ruhig        | 1947     | Rincker  | ST. JOHANNES HEISS ICH, ZU BUSS UND TAUFE RUF ICH, MEISTER RINCKER GOSS MICH, GRAF VOLLRADS STIFTET MICH + GEGOSSEN VON RINCKER 5712. - NACH BLUT UND KRIEG ICH NEU ERSTIEG 1921 - 1947.                                            |

## Kirchhof
Auf dem angrenzenden Kirchhof sind mehrere Grabsteine aus dem 17. bis ins 19. Jahrhundert erhalten.
Auf dem Soldatenfriedhof im Kirchhof befinden sich ein Kriegerdenkmal für die Opfer des Ersten Weltkrieges, Gedenkplatten für die Opfer des Deutsch-Französischen Krieges 1870/71 sowie für die Gefallenen des Zweiten Weltkrieges.
Das Grabmal der Karoline von Günderrode, die sich am 26. Juli 1806 am Rheinufer in Winkel das Leben nahm, befindet sich an der Außenmauer des Kirchhofs.

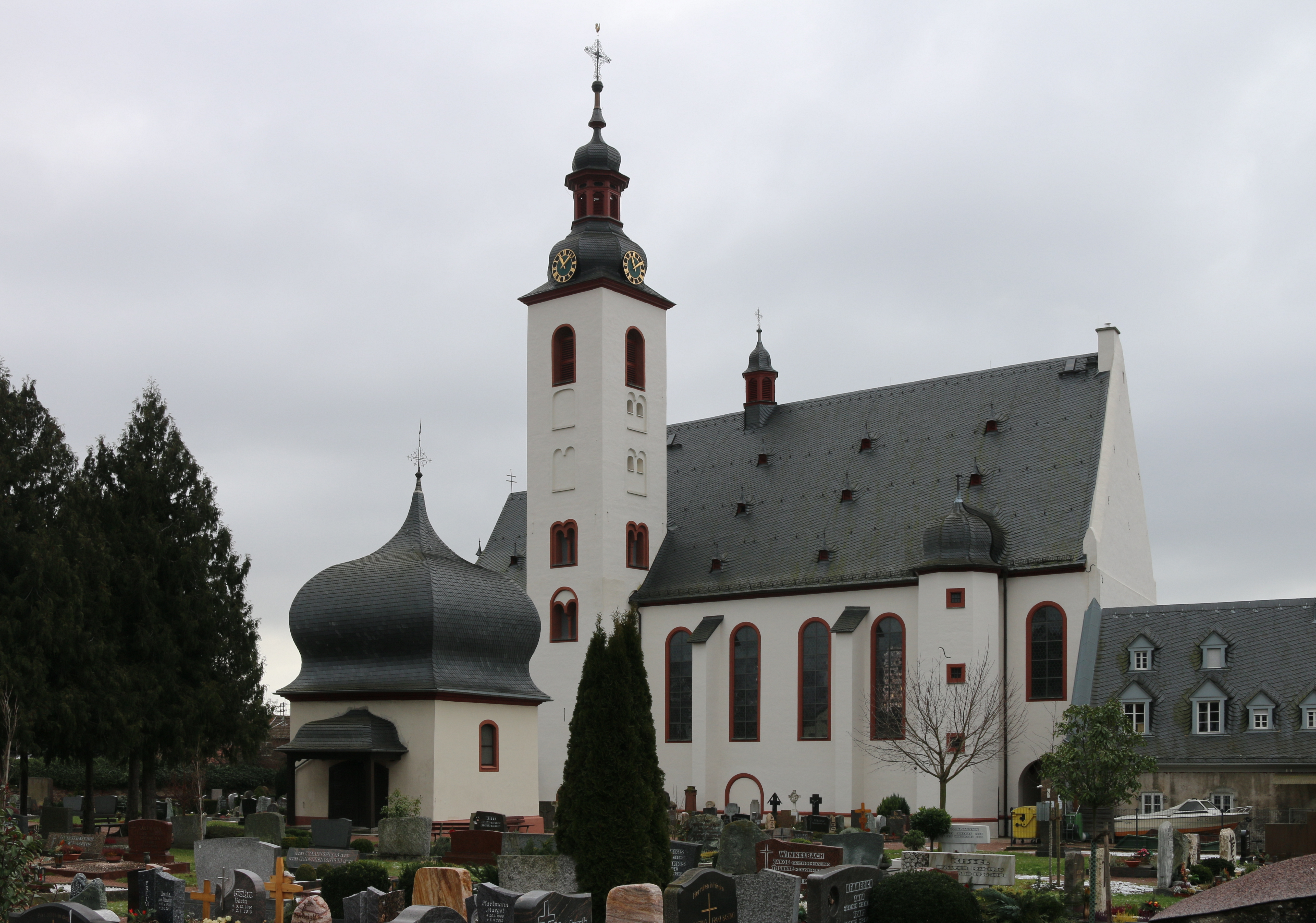
Kirchhof
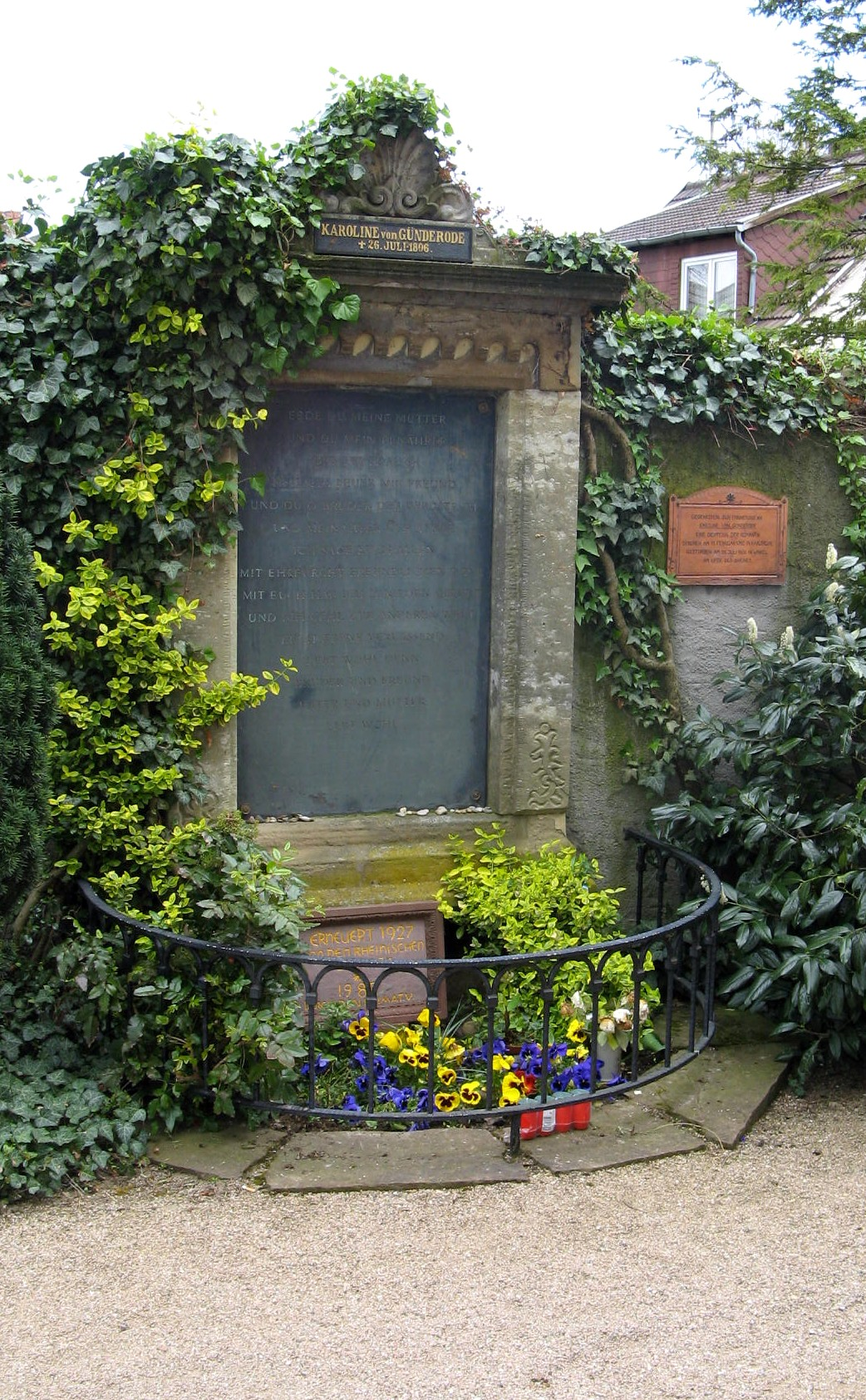
Grabmal für Karoline von Günderrode